# Toni Leistner
Toni Andreas Leistner (Dresde, Alemania del Este, 19 de agosto de 1990) es un futbolista alemán. Juega de defensa y su equipo es el Hertha Berlín de la 2. Bundesliga.

## Trayectoria
Formado en las inferiores del SC Borea Dresden, Leistner llegó al Dinamo Dresde en 2010. Debutó en el primer equipo del club en abril de 2011 contra el SpVgg Unterhaching en la 3. Liga. El Dinamo ascendió a la 2. Bundesliga al término de la temporada 2010-11 y Leistner jugó tres encuentros en la segunda división alemana. En enero de 2013 fue enviado a préstamo al Hallescher FC por seis meses. Regresó al Dinamo para la temporada 2013-14. Luego del descenso del Dresden a la 3. Liga, el defensor fichó por el Unión Berlín.

### Queens Park Rangers
El 1 de julio de 2018 fichó por el Queens Park Rangers de la EFL Championship. Al año siguiente, el defensor no fue un titular habitual en el equipo dirigido por Mark Warburton, y fue enviado a préstamo al F. C. Colonia hasta el término de la temporada 2019-20 de la Bundesliga.
Tras finalizar el préstamo continuó en el fútbol alemán ya que a finales de agosto fichó por el Hamburgo S. V. Un año después, y tras rescindir su contrato, se marchó al Sint-Truidense. Allí estuvo un par de temporadas antes de regresar a a Alemania con el Hertha Berlín.

## Estadísticas
Actualizado al último partido disputado el 18 de mayo de 2025.
| Club                                 | Div.          | Temporada     | Liga  | Liga  | Copas nacionales | Copas nacionales | Copas internacionales | Copas internacionales | Total | Total |
| Club                                 | Div.          | Temporada     | Part. | Goles | Part.            | Goles            | Part.                 | Goles                 | Part. | Goles |
| ------------------------------------ | ------------- | ------------- | ----- | ----- | ---------------- | ---------------- | --------------------- | --------------------- | ----- | ----- |
| Dinamo Dresde · Alemania             | 3.ª           | 2010-11       | 1     | 0     | 0                | 0                | —                     | —                     | 1     | 0     |
| Dinamo Dresde · Alemania             | 2.ª           | 2011-12       | 3     | 0     | 0                | 0                | —                     | —                     | 3     | 0     |
| Dinamo Dresde · Alemania             | 2.ª           | 2012-13       | 1     | 0     | 0                | 0                | —                     | —                     | 1     | 0     |
| Hallescher F. C. · Alemania          | 3.ª           | 2012-13       | 13    | 0     | —                | —                | —                     | —                     | 13    | 0     |
| Hallescher F. C. · Alemania          | Total club    | Total club    | 13    | 0     | 0                | 0                | 0                     | 0                     | 13    | 0     |
| Dinamo Dresde · Alemania             | 2.ª           | 2013-14       | 16    | 0     | 0                | 0                | —                     | —                     | 16    | 0     |
| Dinamo Dresde · Alemania             | Total club    | Total club    | 21    | 0     | 0                | 0                | 0                     | 0                     | 21    | 0     |
| F. C. Union Berlin · Alemania        | 2.ª           | 2014-15       | 30    | 1     | 1                | 0                | —                     | —                     | 31    | 1     |
| F. C. Union Berlin · Alemania        | 2.ª           | 2015-16       | 26    | 1     | 0                | 0                | —                     | —                     | 26    | 1     |
| F. C. Union Berlin · Alemania        | 2.ª           | 2016-17       | 30    | 1     | 2                | 0                | —                     | —                     | 32    | 1     |
| F. C. Union Berlin · Alemania        | 2.ª           | 2017-18       | 29    | 1     | 1                | 0                | —                     | —                     | 30    | 1     |
| F. C. Union Berlin · Alemania        | Total club    | Total club    | 115   | 4     | 4                | 0                | 0                     | 0                     | 119   | 4     |
| Queens Park Rangers F. C. Inglaterra | 2.ª           | 2018-19       | 43    | 2     | 3                | 0                | —                     | —                     | 46    | 2     |
| Queens Park Rangers F. C. Inglaterra | 2.ª           | 2019-20       | 22    | 0     | 3                | 0                | —                     | —                     | 25    | 0     |
| Queens Park Rangers F. C. Inglaterra | Total club    | Total club    | 65    | 2     | 6                | 0                | 0                     | 0                     | 71    | 2     |
| F. C. Colonia · Alemania             | 1.ª           | 2019-20       | 13    | 0     | —                | —                | —                     | —                     | 13    | 0     |
| F. C. Colonia · Alemania             | Total club    | Total club    | 13    | 0     | 0                | 0                | 0                     | 0                     | 13    | 0     |
| Hamburgo S. V. · Alemania            | 2.ª           | 2020-21       | 19    | 1     | 1                | 0                | —                     | —                     | 20    | 1     |
| Hamburgo S. V. · Alemania            | 2.ª           | 2021-22       | 0     | 0     | 0                | 0                | —                     | —                     | 0     | 0     |
| Hamburgo S. V. · Alemania            | Total club    | Total club    | 19    | 1     | 1                | 0                | 0                     | 0                     | 20    | 1     |
| Sint-Truidense · Bélgica             | 1.ª           | 2021-22       | 25    | 1     | 1                | 0                | —                     | —                     | 26    | 1     |
| Sint-Truidense · Bélgica             | 1.ª           | 2022-23       | 24    | 1     | 2                | 0                | —                     | —                     | 26    | 1     |
| Sint-Truidense · Bélgica             | Total club    | Total club    | 49    | 2     | 3                | 0                | 0                     | 0                     | 52    | 2     |
| Hertha Berlín · Alemania             | 2.ª           | 2023-24       | 24    | 0     | 4                | 0                | —                     | —                     | 28    | 0     |
| Hertha Berlín · Alemania             | 2.ª           | 2024-25       | 27    | 0     | 2                | 0                | —                     | —                     | 29    | 0     |
| Hertha Berlín · Alemania             | Total club    | Total club    | 51    | 0     | 6                | 0                | 0                     | 0                     | 57    | 0     |
| Total carrera                        | Total carrera | Total carrera | 346   | 9     | 20               | 0                | 0                     | 0                     | 366   | 9     |
| 1.                                   |               |               |       |       |                  |                  |                       |                       |       |       |